# 巴爾圖哈
50°9′22″N 28°10′29″E / 50.15611°N 28.17472°E
巴爾圖哈（烏克蘭語：Бартуха），是烏克蘭北部的村莊，隸屬日托米爾州的日托米爾區。該村始建於1840年，面積88.1平方公里，海拔高度219米，2001年該村落人口148。